# Howard Kendall
Howard Kendall (Ryton-on-Tyne, 22 mei 1946 – Southport, 17 oktober 2015) was een Engels voetballer en voetbaltrainer.

## Biografie
Kendall speelde als middenvelder. Tijdens zijn actieve loopbaan als speler won hij de Engelse landstitel in het seizoen 1969–1970 met Everton.
Als trainer-coach van Everton verwierf Kendall veel faam. Hij leidde de club in de jaren tachtig naar twee landstitels (1985 en 1987), de FA Cup (1984) en de Europa Cup II (1985). Kendall had de club uit Liverpool drie periodes onder zijn hoede. Hij was tevens werkzaam in Spanje en Griekenland als trainer-coach.
Kendall overleed in 2015 op 69-jarige leeftijd in een ziekenhuis in Southport.